# Проект „Могул“
Проектът „Могул“ (понякога наричан Операция „Могул“) е строго секретен проект на Военновъздушните сили на американската армия, включващ микрофони, стратостати с голяма надморска височина, чиято основна цел е откриване на дълги разстояния на звукови вълни, генерирани от съветски тестове на атомна бомба. Проектът е изпълняван от 1947 г. до началото на 1949 г. Това е класифицирана част от некласифициран проект на изследователи на атмосферата от Нюйоркския университет (NYU). Проектът е умерено успешен, но много скъп и е заменен от мрежа от сеизмични детектори и вземане на проби от въздуха за радиоактивни отпадъци, които са по-евтини, по-надеждни и по-лесни за разполагане и работа.
Проектът „Могул“ е замислен от Морис Юинг, който по-рано изследва дълбокия звуков канал в океаните и теоретизира, че подобен звуков канал съществува в горните слоеве на атмосферата: определена височина, където налягането и температурата на въздуха водят до минимална скорост на звука, така че звуковите вълни да се разпространяват и да остават в този канал поради пречупване. Проектът включва масиви от балони, носещи дискови микрофони и радиопредаватели за предаване на сигналите към земята. Той е ръководен от Джеймс Пийпълс, който е подпомаган от Албърт П. Крари.
Едно от изискванията на балоните е те да поддържат относително постоянна надморска височина за продължителен период от време. По този начин трябва да се разработят инструменти за поддържане на такива постоянни височини, като например сензори за налягане, контролиращи изпускането на баласт.
Балоните с постоянна надморска височина и полиетиленовите балони са двете основни иновации на проект „Могул“.

## Следващи програми
Проектът „Могул“ е предшественик на балонната програма „Скайхук“, която стартира в края на 40-те години на миналия век, както и две други програми за шпионаж, включващи прелитане с балони и фотографско наблюдение на Съветския съюз през 50-те години, проектът „Моби Дик“ и проектът „Дженетрикс“. Прелитането на шпионски балон предизвиква бури от протести от страна на руснаците. Балоните с постоянна надморска височина също са използвани за научни цели, като например експерименти с космически лъчи. По-нататъшното развитие на системите за откриване на ядрени детонации е обширно в продължение на десетилетия след това, което завършва със световни системи от различни страни, за да следят очите и ушите си за откриване и проверка на разработките на другите ядрени оръжия. Прелетите приключват през 1960 г. (след като самолет е свален), а разузнаването десетилетия след това се извършва предимно от разузнавателни сателити и до известна степен от самолети, като A-12 OXCART и SR-71 Blackbird (фотография и радар) и RC-135U и подобни самолети (SIGINT, включително ELINT и COMINT).

## Инцидент в Розуел
През 1947 г. балонът на проекта „Могул“ NYU Flight 4, изстрелян на 4 юни, се разбива в пустинята близо до Розуел, Ню Мексико. Последвалото военно прикриване на истинската същност на балона и процъфтяващите теории на конспирацията от ентусиастите на НЛО прерастват в известен инцидент с НЛО.
За разлика от метеорологичния балон, принадлежностите на „Могул“ са масивни и с необичайни видове материали, според изследване, проведено от The New York Times: „...ескадрили от големи балони ... Беше като да имаш слон в задния си двор и да се надяваш, че никой няма да го забележи... За необученото око рефлекторите изглеждаха изключително странни, геометрична смесица от леки пръчки и остри ъгли, направени от метално фолио. .. негови снимки, направени през 1947 г. и публикувани във вестници, показват парченца от това, което очевидно са разбити балони и радарни рефлектори.“

## Наследство
Прилагането на експерименталното инфразвуково откриване на ядрени опити на „Могул“ съществува днес в наземни детектори, част от така наречения Геофизичен MASINT. През 2013 г. тази световна мрежа от звукови детектори улавя голямата експлозия на Челябинския метеорит в Русия. Силата на звуковите вълни е използвана за оценка на размера на експлозията.